# 徐昭容
徐昭容（?—?），中国南北朝南朝宋孝武帝刘骏的妃嫔，被封为昭容。
徐昭容於南朝宋孝建三年（456年）生刘骏第五子刘子深，大明元年（457年）生刘骏第九子刘子仁，大明三年（459年）生刘骏第十八子刘子产。刘子深早夭，未封王。宋明帝即位后，诛杀兄长孝武帝的儿子，泰始二年（466年），刘子仁、刘子产被宋明帝赐死。